# Ройал-Корт
«Ройал-Корт» — театр на Слоан-сквер в Вест-Энде (Лондон). Внёс заметный вклад в современное театральное искусство. С 1956 года принадлежит English Stage Company.

## История

### Первый театр
Первым театром на Лауэр-Джорж-стрит у Слоан-сквер стала перестроенная церковь Ranelagh Chapel. Под названием The New Chelsea Theatre он открылся в 1870 году. В 1871 году руководителем театра стала Мэри Литтон, которая наняла Уолтера Эмдена для обновления интерьера, после чего театр был переименован в Корт.

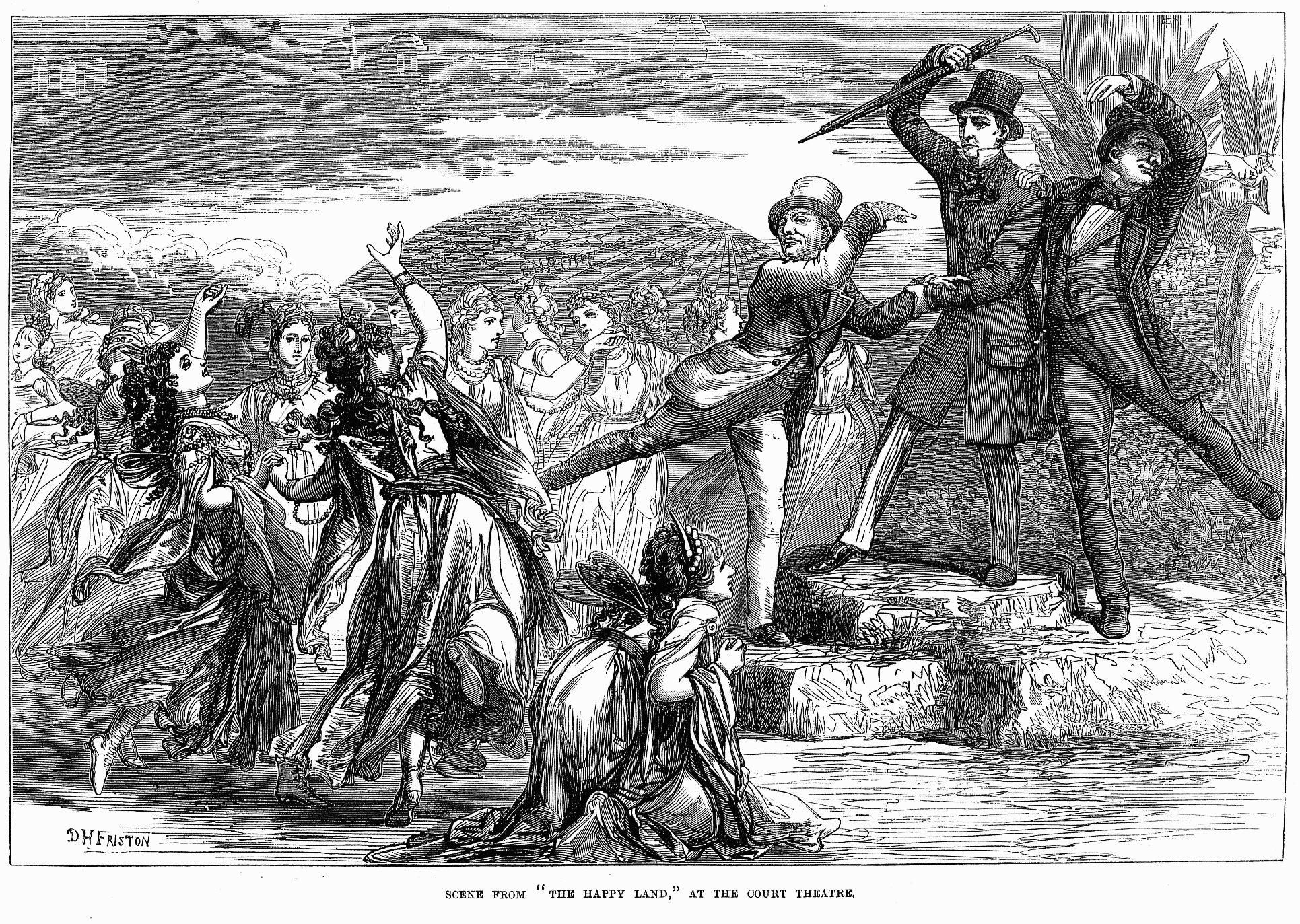
Сцена из спектакля The Happy Land, известная скандальным изображением Гладстона, Лоуи и Эйртона

На сцене театра было поставлены несколько ранних пьес У. Ш. Гильберта, включая Randall's Thumb, Creatures of Impulse (с музыкой Альберто Рандеггера), Great Expectations (по роману Диккенса) и On Guard (все в 1871); The Happy Land (1873, в соавторстве с Э-Беккетом; наиболее противоречивая пьеса Гильберта); The Wedding March (1873, перевод водевиля Соломенная шляпка Лабиша); The Blue-Legged Lady (1874, перевод La Dame aux Jambes d’Azur Лабиша и Марка-Мишеля) и Broken Hearts (1875). К 1878 году театр управлялся совместно Джоном Хейром и У. Х. Кендалом.
В 1879 году руководителем театра стал актёр, режиссёр и драматург Вильсон Барретт.
В 1882 году театр снова перестраивается. Теперь он вмещает 728 зрителей (в партере, ложах, бельэтаже, балконе, амфитеатре и галёрке). После этого Артур Сесил (в труппе театра с 1881 года) стал управляющим театра совместно с Джоном Клейтоном. Помимо прочего, они поставили несколько фарсов Артура Пинеро включая The Rector, The Magistrate (1885), The Schoolmistress (1886) и Dandy Dick (1887). 22 July 1887 театр был закрыт, его здание снесено.

### Новый театр
Сегодняшнее здание театра было построено на восточной стороне Слоан-сквер. Его открытие состоялось 24 сентября 1888 года под названием New Court Theatre. Его архитектором выступили Уолтер Эмден и Берти Крюи. Здание выполнено в свободном итальянском стиле из гладкого красного кирпича, облицовочного кирпича и камня. Зал вмещал 841 зрителя в партере, бельэтаже, амфитеатре и галёрке.
В 1887 году Сесил и Клейтон передали управление театром Матильде Вуд и Артуру Чадлею. Сесил оставался в труппе до 1895 года. Первой постановкой нового театра стала пьеса Сиднея Гранди под названием Mamma. Главные роли в ней исполнили Матильда Вуд, Джон Хэйр, Артур Сесил и Эрик Льюис.
В 1956 году художественным руководителем театра стал Джордж Дивайн, который создал на базе театра English Stage Company. В репертуар театра вошли новые британские и иностранные пьесы, а также несколько классических постановок. Дивайн стремился превратить Ройал-Корт в авторский театр, открывая новые имена и создавая актуальные работы, часто входившие в противоречие с цензурой. На сцене театра была поставлена пьеса Джона Осборна «Оглянись во гневе» (1956), позднее названная началом современной британской драматургии.